# プログラム売買
プログラム売買（プログラムばいばい、英: program trading）とは、一定のルールに従った取引を行うため、あらかじめ設定したコンピュータ・プログラムに基づいて行う売買のことである。東証の定義では一度に25銘柄以上に受発注をおこなう売買のことで、インデックス売買、バスケット売買と同義としている。

## 概要
プログラム売買は電算機を使用して、一定の売買ルールをプログラム化することで、市場価格の変化に応じて、機械的・自動的に売買判断を下す。東証ではインデックス（バスケット）売買にかかるものを「プログラム売買」として全市場参加者から情報を提出させ、毎週第三営業日に公表しているが、一般には銘柄数に関わらず、市場データを与件として獲得し自動で発注をおこなう電算システムそのものを指す。
プログラム売買の対象は、現物株式から株価指数先物、オプション等のデリバティブまで様々であるが、どのようなルールを構築するかにより、無数のバリエーションが存在する。また情報入手から、判定、発注までの処理速度が速いことから、他の市場参加者に先駆けて約定を取ることが可能になるというメリットがある。

## バリエーションの一例
たとえば、理論価格と市場価格を比較するようなルールを構築しておくことで、裁定取引を最適なタイミングで行えるようになる。しかしながら、プログラム売買を用いることで、感情を排除した意思決定を行えるようになる反面、市場が急落すると「下げ幅を増幅させる」というリスクも存在する。たとえば、現物株が下落した場合に先物を売却するようなルールを設定しておくと、現物株の急落が先物の下落を呼び、先物の下落が現物株の価格に跳ね返るという、悪循環を生み出す可能性がある。
裁定取引用途としては、現先スプレッドを狙うために先物市場の情報を獲得して現物株（日経225銘柄など）に受発注をかけるものがある。
ウェブ上の新聞サイトなどに掲載されているニュースを収集し、記事を元に自動的に売買を行うプログラムも使用されている。この種のプログラムが6年前のユナイテッド航空破産申請を報じた記事を元に誤って売買を行ったことにより、同社株価が76%急落するという事件が2008年9月8日に起きた。
個人投資家向けには、ネット系証券会社がサービス提供している逆指値注文やリレー注文サービスも、特定のIF条件（価格変動）を元にしたプログラム売買である。
その他、仕手筋など不正な市場参加者が、株価を操作する目的で導入するプログラム（仕手プログラム）などが存在する。

## ブラックマンデー
1987年におきたブラックマンデー (ニューヨーク証券取引所の暴落をきっかけとした世界的な株安) では、プログラム売買による連鎖反応的な売りも株価暴落を加速させた理由の１つと言われている。